# ديميتري ايفانوف (لاعب كرة قدم)
ديميتري ايفانوف هو لاعب كرة قدم روسي، ولد في 7 يونيو 1994. لعب مع بالتيكا كالينينغراد.

## روابط خارجية
- ديميتري ايفانوف على موقع Soccerway.com (الإنجليزية)